# Vuelo 605 de China Airlines
El vuelo 605 de China Airlines era un vuelo diario sin escalas que salía de Taipéi, Taiwán, con destino a Hong Kong, entonces colonia británica. El 4 de noviembre de 1993, la aeronave que operaba el vuelo se salió de la pista al intentar aterrizar durante una tormenta.Fue la primera pérdida del casco de un Boeing 747-400.

## Descripción

### Aeronave

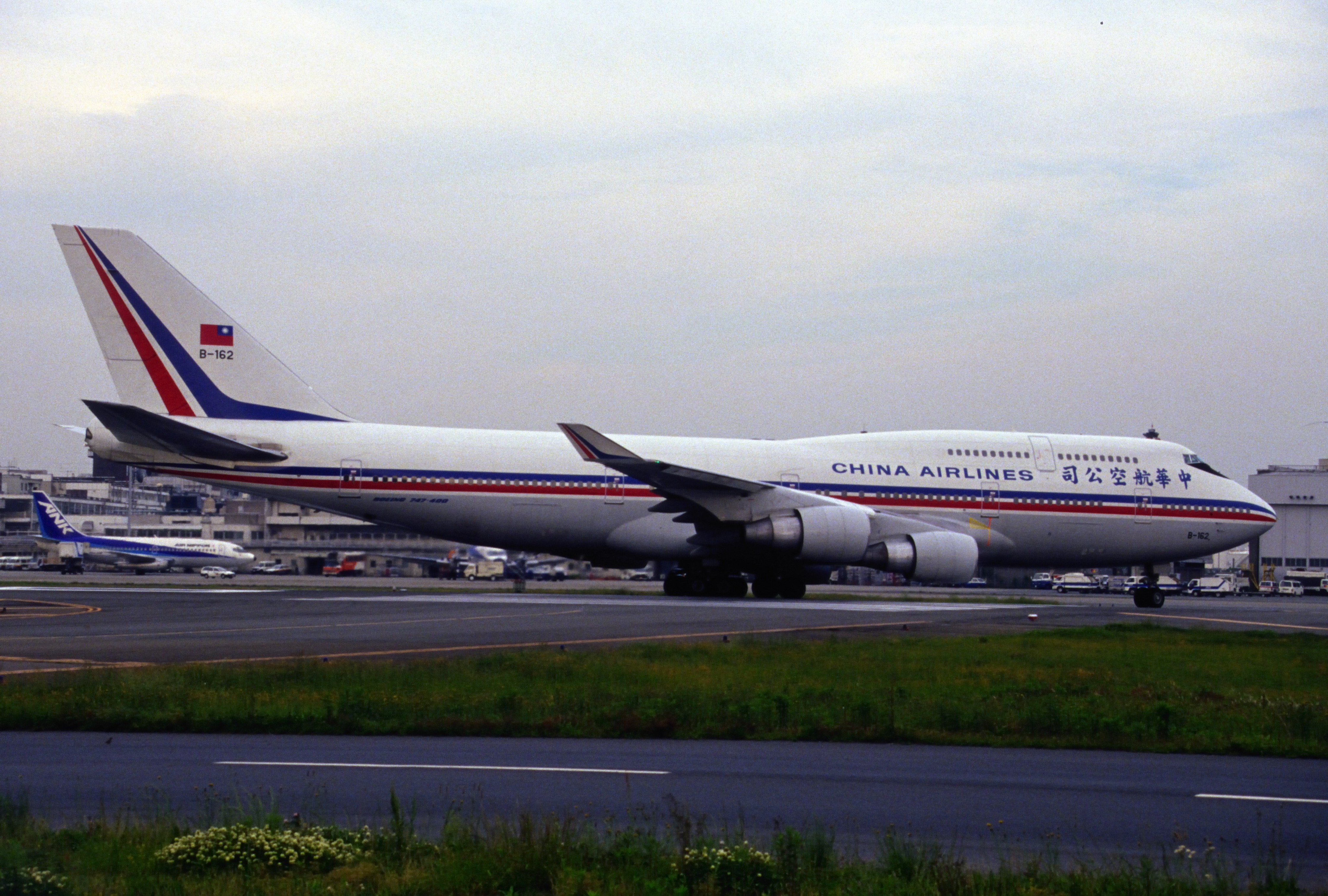
B-162, un avión similar al involucrado

El avión involucrado, matriculado como B-165, era un Boeing 747-400 de 5 meses de antigüedad fabricado en junio de 1993. Estaba propulsado por cuatro motores turbofán Pratt & Whitney PW4056 y solo había registrado 1.969 horas de vuelo en 359 ciclos de despegue y aterrizaje en el momento del accidente.: 11–17 

### Tripulación de vuelo
El capitán, de 47 años, había servido previamente en la Fuerza Aérea de la República de China y se incorporó a China Airlines en 1984. Empezó a volar el 747 (la variante más antigua, la -200) en 1988 y ascendió a capitán del 747-400 en 1990. En el momento del accidente, el capitán había acumulado un total de 12.469 horas de vuelo, incluidas 3.559 horas en el Boeing 747. El primer oficial, de 37 años, se incorporó a la aerolínea en 1992, tras haber servido previamente en el Ejército de la República de China. Acumuló 5.705 horas, aunque solo 953 de ellas en el Boeing 747.: 8–9 

## Incidente
Un piloto de British Airways se había negado a realizar la aproximación a la pista de Kai Tak 13 minutos antes de que el capitán del CAL 605 decidiera intentarlo. 

A las 11:36 a. m., hora local, el vuelo 605 aterrizó a más de 2100 pies (640 m) del umbral de la pista, a una velocidad de 150 nudos (278 km/h; 173 mph), tras una aproximación IGS a la pista 13. El tifón Ira generaba vientos cruzados de 20 nudos (37 km/h; 23 mph) en dicha pista, con ráfagas de hasta 38 nudos (70 km/h; 44 mph), desde un rumbo de 070 grados.

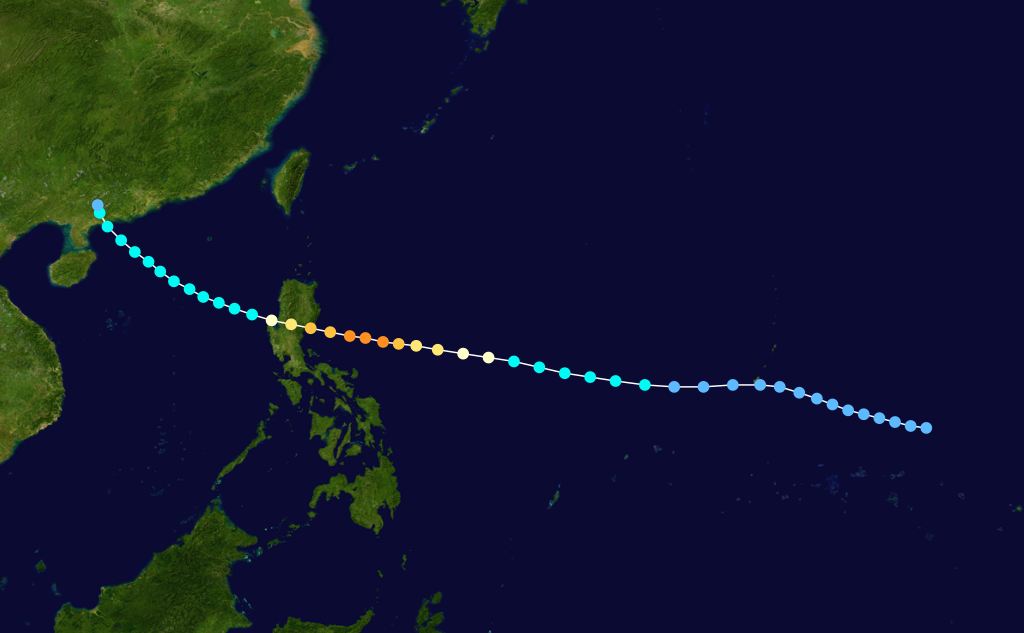
Trayectoria del tifón Ira

Los pilotos recibieron varias advertencias generadas por computadora sobre cizalladura del viento y desviación de la senda de planeo, y observaron fuertes fluctuaciones de velocidad aerodinámica durante la última milla antes del aterrizaje. El capitán, a los mandos, desconectó el piloto automático y comenzó a pilotar el avión manualmente. También desconectó el acelerador automático, insatisfecho con su rendimiento. Tras el aterrizaje, el copiloto tomó el control e intentó mantener la aeronave en la línea central de la pista. Sin embargo, sus acciones fueron demasiado drásticas y el capitán se vio obligado a ayudarlo. Mientras tanto, el capitán, sin darse cuenta, aumentó la potencia del motor en lugar de activar los inversores de empuje. Los frenos automáticos se ajustaron solo al nivel número dos y se desactivaron segundos después del aterrizaje debido al aumento de potencia. Los aerofrenos se extendieron brevemente, pero luego se retrajeron, también debido al aumento de potencia. Esto provocó que el avión quedara "flotando", lo que hizo que los frenos fueran ineficaces hasta que se extendieron de nuevo. Cuando el primer oficial finalmente notó que los frenos automáticos estaban desactivados y los inversores de empuje no se habían desplegado, el capitán aplicó inmediatamente el frenado manual y la inversión de empuje.
El capitán giró deliberadamente el avión a la izquierda al darse cuenta de que se saldría de la pista e impactaría el sistema de iluminación de aproximación (ALS) de la pista 31. Esta acción provocó un bucle en tierra, lo que hizo que el avión se desviara del lado izquierdo de la pista hacia el Puerto Victoria. El avión se detuvo en aguas poco profundas, con un rumbo de casi 180 grados con respecto a la pista 13.
La tripulación de vuelo no advirtió a la tripulación de cabina que el avión estaba a punto de salirse de la pista. Después de que la aeronave se detuviera en el agua, la tripulación de cabina realizó un amerizaje forzoso no planeado. La comunicación se vio obstaculizada porque el sistema de megafonía estaba dañado y no funcionaba; además, no se utilizaron megáfonos. El capitán y el primer oficial realizaron las comprobaciones de emergencia de memoria, pero no utilizaron una lista de verificación escrita. Los miembros de la tripulación se aseguraron de que todos los pasajeros se pusieran chalecos salvavidas y, tras el permiso del capitán, evacuaron por ocho de las diez salidas de emergencia de la cubierta principal. Estas salidas (como en todos los 747) están equipadas con toboganes/balsas de evacuación inflables para emergencias de amaraje forzoso. La cabina de pasajeros permaneció completamente a flote durante la evacuación, aunque finalmente se hundió de cola. Se observaron daños adicionales en el morro y la cabina de primera clase. Hubo 23 heridos leves entre los pasajeros y la tripulación.

## Consecuencias

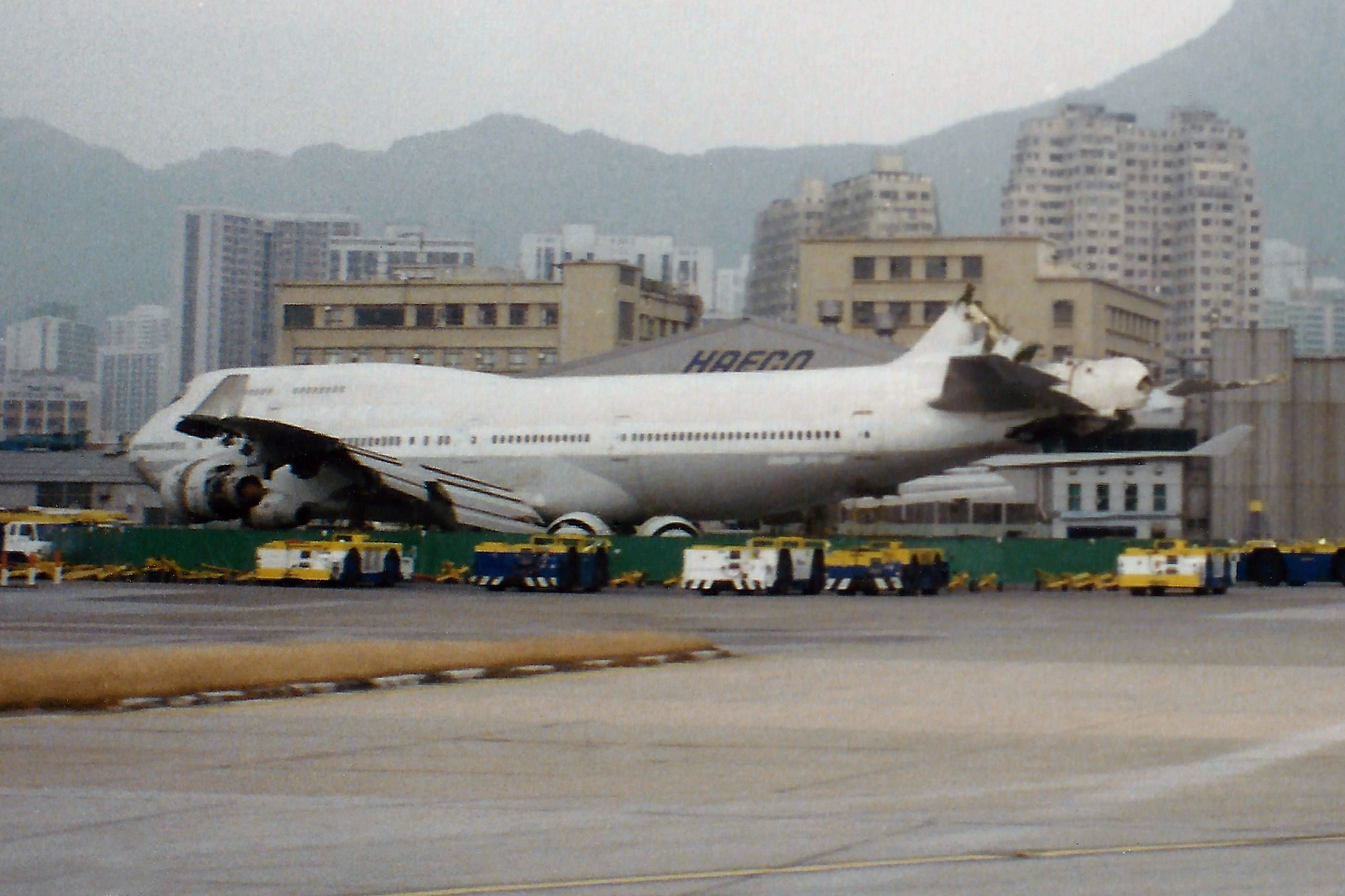
El avión (B-165) fotografiado en el Aeropuerto Internacional Kai Tak algunos días después del accidente, sin su estabilizador vertical.

Se determinó que un pasajero del asiento 55J no llevaba puesto el cinturón de seguridad durante el accidente y se encontraba de pie, lo que provocó que saliera despedido hacia adelante, contra el asiento del 54J y el lado izquierdo del 54K. Esto provocó que el pasajero del 54K resultara gravemente herido, con una dislocación del hombro izquierdo y posterior hospitalización (cinco días). El asiento y el cinturón de seguridad del 55J resultaron intactos, pero los del 54J y el 54K resultaron parcialmente dañados. El pasajero del 55J sufrió lesiones leves en las piernas. Se reportaron otras lesiones leves en todo el avión, incluyendo lesiones causadas por la apertura de los compartimentos de equipaje durante el accidente.
El servicio de bomberos del aeropuerto se encontraba en alerta debido al aumento del viento. Tras la alarma emitida por la torre de control, respondieron de inmediato. El primer vehículo de rescate llegó un minuto después del accidente del avión. Se colocaron escaleras a lo largo del malecón y se desplegaron balsas salvavidas inflables junto con buzos. El rescate contó con la ayuda de varias embarcaciones cercanas, incluyendo un remolcador, varias pequeñas embarcaciones motorizadas privadas y embarcaciones del Departamento de Marina y la Policía Marina (Región). La operación de rescate se completó en 30 minutos sin mayores dificultades.
La aeronave fue declarada siniestra total. Dado que el estabilizador vertical interfería con la precisión de las señales del sistema de aterrizaje instrumental para la pista 31 —que permitía a las aeronaves realizar aproximaciones ILS seguras siempre que los patrones de viento exigieran el uso de la pista 31 (la dirección inversa de la pista 13)—, el estabilizador vertical fue retirado con dinamita poco después del accidente. Se retiraron las letras de China Airlines y los caracteres chinos, así como parte de la decoración del fuselaje, para ocultar la identidad de la aeronave como perteneciente a China Airlines. Tras el accidente, la aeronave se almacenó cerca del edificio HAECO para su uso en prácticas de extinción de incendios.
La investigación indicó que el accidente se debió a que el capitán no inició el procedimiento obligatorio de aproximación frustrada al observar las graves fluctuaciones de la velocidad aerodinámica, sumado a las alertas de cizalladura del viento y desviación de la senda de planeo. También se determinó que el primer oficial carecía de la experiencia suficiente para manejar la aeronave durante el aterrizaje con viento cruzado. China Airlines también fue criticada por no incluir en sus manuales un procedimiento claro de aterrizaje con viento cruzado para ayudar a los pilotos. La investigación recomendó que la aerolínea revisara sus manuales y la formación de vuelo.